# 전하 밀도
전하 밀도(Charge density)는 일정한 길이나 넓이, 또는 부피에 존재하는 전하의 총량이다. 길이에 대한 전하 밀도의 단위는 쿨롱/미터(C/m)이며, 면적 전하 밀도의 단위는 쿨롱/제곱미터(C/m²), 부피 전하 밀도의 단위는 쿨롱/세제곱미터(C/m³)이다.
양전하와 음전하가 혼재할 때에는 음전하의 전하 밀도를 다루는 것이 일반적이다. 일정한 부피에 존재하는 전하 운반자의 수를 뜻하는 전하 운반자 밀도와는 다른 개념이므로 혼동하지 않아야 한다. 전하 밀도는 화학에서 입자나 원자, 분자 등의 부피 당 전하량을 의미한다. 예를 들어, 알칼리 금속의 이온들에서는 원자 반지름이 가장 작은 리튬 이온이 가장 높은 전하 밀도를 갖는다.

## 고전물리학의 전하 밀도

### 연속 전하
길이({\displaystyle l}), 넓이({\displaystyle S}), 부피({\displaystyle V})에 대한 총 전하량 {\displaystyle Q}는 다음과 같이 전하 밀도 {\displaystyle \alpha _{q}(\mathbf {r} )}, {\displaystyle \sigma _{q}(\mathbf {r} )}, {\displaystyle \rho _{q}(\mathbf {r} )}를 적분하여 구할 수 있다.
{\displaystyle Q=\int \limits _{L}\alpha _{q}(\mathbf {r} )\,\mathrm {d} l} (선전하량)
{\displaystyle Q=\int \limits _{S}\sigma _{q}(\mathbf {r} )\,\mathrm {d} S} (면전하량)
{\displaystyle Q=\int \limits _{V}\rho _{q}(\mathbf {r} )\,\mathrm {d} V} (체적전하량)
실제 연구에 적용될 때 이러한 수식에는 다양한 단위가 도입된다. 예를 들어 {\displaystyle \lambda }, {\displaystyle \sigma }, {\displaystyle \rho } 또는 {\displaystyle \rho _{l}}, {\displaystyle \rho _{s}}, {\displaystyle \rho _{v}}가 (C/m), (C/m²), (C/m³)의 측정을 위해 각기 쓰인다.

### 균일 전하 밀도
전하 밀도가 균일한 공간에서 총 전하량은 다음과 같이 간략히 표시될 수 있다.
{\displaystyle Q=V\cdot \rho _{q,0}.}
이는 다음과 같이 증명할 수 있다. 먼저 부피에 대한 총 전하량을 구하는 방정식에서
{\displaystyle Q=\int \limits _{V}\rho _{q}(\mathbf {r} )\,\mathrm {d} V.}
전하밀도가 균일하므로 {\displaystyle \rho _{q}(\mathbf {r} )}는 {\displaystyle \rho _{q,0}}를 사용하여 다음과 같이 나타낼 수 있다.
{\displaystyle Q=\rho _{q,0}\int \limits _{V}\,\mathrm {d} V=\rho _{q,0}\cdot V}
따라서,
{\displaystyle Q=V\cdot \rho _{q,0}.}
다른 차원의 전하량 계산도 위와 같다.

### 불연속 전하
전자와 같이 {\displaystyle N} 개의 분리된 지점에 전하가 존재할 경우 전하 밀도는 디랙 델타 함수를 사용하여 표현할 수 있다. 예를 들어 전자의 체적 전하 밀도는 다음과 같다.
{\displaystyle \rho (\mathbf {r} )=\sum _{i=1}^{N}\ q_{i}\delta (\mathbf {r} -\mathbf {r} _{i})\,\!} ;
 {\displaystyle \mathbf {r} \,\!} = 측정 지점, {\displaystyle q_{i}\,\!} = i 번째 전하 운반자의 전하량, {\displaystyle \mathbf {r} _{i}\,\!}= i 번째 전하 운반자의 위치
만약 모든 전하 운반자의 전하량이 모두 {\displaystyle q}인 경우 (예를 들어 모든 전자의 전하량은 {\displaystyle q=-e}) 불연속 전하의 전하 밀도는 전하 운반자 밀도로 표현할 수 있다.
{\displaystyle n(\mathbf {r} )}:
다른 차원의 전하 밀도 역시 위와 같은 방법으로 표현된다.

## 양자 전하 밀도
양자 역학은 전하 밀도를 파동함수 {\displaystyle \psi (\mathbf {r} )} 의 방정식과 연관하여 파악한다.
{\displaystyle \rho _{q}(\mathbf {r} )=q\cdot |\psi (\mathbf {r} )|^{2}}
일반적으로는 다음과 같이 총 전하량을 구하는 방정식으로 표현된다.
{\displaystyle Q=q\cdot \int |\psi (\mathbf {r} )|^{2}\,d\mathbf {r} .}

## 적용
전하 밀도는 전자기학의 맥스웰 방정식으로부터 유도된 연속 방정식에 이용된다.

## 같이 보기
- 연속 방정식
- 전류 밀도